# Neurologi
Neurologi, også kaldet hjerne- og nervemedicin eller neuromedicin, er det medicinske speciale, som beskæftiger sig med sygdomme i nervesystemet. Det omfatter både det centrale nervesystem (hjernen og rygmarven) og det perifere nervesystem (nerverne i resten af kroppen). Neurologi er en kompleks disciplin, da nervesystemet er involveret i næsten alle kroppens funktioner, fra at regulere vores hjerterytme til at styre vores bevægelser. En læge, der specialiserer sig i neurologi, kaldes en neurolog eller hjernelæge.

## Neurologiske lidelser
Neurologer diagnosticerer og behandler en bred vifte af lidelser, herunder:
- Vaskulære lidelser: Disse er forårsaget af problemer med blodforsyningen til hjernen. Et eksempel er slagtilfælde, som kan være forårsaget af blodpropper eller blødninger i hjernen[1].
- Epilepsi: En kronisk neurologisk lidelse, der er karakteriseret ved tilbagevendende anfald. Symptomerne varierer meget mellem individer og afhænger af typen af anfald[2][3].
- Hjernekræft: Dette kan omfatte primære hjernetumorer (tumorer, der starter i hjernen) og metastaser (kræft, der spreder sig til hjernen fra andre dele af kroppen)[4][5].
- Infektioner i hjernen: Såsom meningitis og encephalitis, som er alvorlige infektioner, der påvirker hjernen[6].
- Hovedpine: Dette inkluderer migræne og spændingshovedpine. Hovedpine er vores mest almindelige form for smerte og kan variere i frekvens og sværhedsgrad af smerte[7].
- Autoimmune sygdomme: Såsom multipel sklerose, hvor immunsystemet angriber nervesystemet[8].
- Neurotoksicitet: Dette kan være forårsaget af stoffer, toksiner eller infektioner. Neurotoksicitet opstår, når eksponering for naturlige eller menneskeskabte toksiske stoffer ændrer den normale aktivitet i nervesystemet på måder, der kan forstyrre eller dræbe nerver[9].
- Demenssygdomme og andre kognitive forstyrrelser: Herunder Alzheimers sygdom. Demens er tabet af kognitiv funktion - tænkning, huskning og ræsonnement - i en sådan grad, at det forstyrrer en persons daglige liv og aktiviteter[10].
- Degenerative sygdomme: Såsom Parkinsons sygdom og amyotrofisk lateral sklerose (ALS). Degenerative sygdomme er forårsaget af den progressive tab af struktur eller funktion af neuroner, i processen kendt som neurodegeneration[11].
- Nervesygdomme: Såsom neuropati, der påvirker de perifere nerver. Nervesygdomme er lidelser, der påvirker hjernen, rygmarven og nerverne[12].
- Traumatisk hjerneskade: Dette kan være forårsaget af en ulykke eller vold. Traumatisk hjerneskade er en skade på hjernen forårsaget af en ydre fysisk kraft[13].
- Søvnsygdomme: Såsom søvnapnø og narkolepsi. Søvnapnø er en almindelig lidelse, hvor vejrtrækningen gentagne gange stopper og starter under søvn. Narkolepsi er en neurologisk lidelse, der påvirker kontrol af søvn og vågenhed[14][15].

## Berømte neurologer
Personer kendt for deres bidrag til neurologien inkluderer:
- Thomas Willis (1621-1675): En engelsk læge, der er kendt som “faderen til neurologi”. Han var en af de første til at bruge termen “neurologi” og gjorde betydelige fremskridt i forståelsen af hjernens anatomi.
- Jean-Martin Charcot (1825-1893): En fransk neurolog, der er kendt for sit arbejde med hypnose og hysteri. Han var en pioner inden for moderne neurologi og hans arbejde med neurologiske lidelser førte til fremskridt i psykiatrien.
- John Hughlings Jackson (1835-1911): En engelsk læge og neurolog, der er kendt for sit arbejde med epilepsi. Han var en af de første til at foreslå, at epileptiske anfald stammer fra elektrisk aktivitet i hjernen.
- Sigmund Freud (1856-1939): Selvom han er mest kendt for at grundlægge psykoanalysen, havde Freud også betydelige bidrag til neurologien. Han udviklede teorier om det ubevidste sind og mekanismerne for undertrykkelse.
- Oliver Sacks (1933-2015): En britisk neurolog og forfatter, kendt for sine bøger om neurologiske lidelser, herunder “The Man Who Mistook His Wife for a Hat”. Hans arbejde har bidraget til en større forståelse af hjernens kompleksitet og menneskelig adfærd.
- Alois Alzheimer (1864-1915): En tysk psykiater og neurolog, der er mest kendt for sin identifikation af den første offentliggjorte sag om “presenil demens”, som nu er kendt som Alzheimers sygdom.
- Joseph Babinski (1857-1932): En fransk neurolog, der er mest kendt for at opdage Babinski-refleksen, en vigtig neurologisk undersøgelse af øvre motorneuronsygdom.
- C. Miller Fisher (1913-2012): En canadisk neurolog, der er kendt som “grundlæggeren af moderne slagtilfælde neurologi”. Hans banebrydende opdagelser og forskning har givet en bedre forståelse af årsagerne til slagtilfælde, hvilket har forbedret diagnose, behandling og forebyggelse af slagtilfælde.